# Hocine Rabet
Hocine Rabet est un footballeur international algérien né le 6 mars 1953 à Annaba. Il évoluait au poste d'avant centre.

## Biographie
Hocine Rabet reçoit 16 sélections en équipe d'Algérie entre 1975 et 1977, pour un but inscrit. Il joue son premier match en équipe nationale le 26 août 1975, contre la Grèce (victoire 5-0). Il joue son dernier match le 9 juin 1977, contre la Zambie (victoire 2-0). 
Il participe avec la sélection algérienne aux Jeux méditerranéens de 1975. L'Algérie remporte la médaille d'or.
En club, il commence sa carrière avec l'HAMR Annaba, où il joue pendant trois saisons. Il évolue ensuite à l'USM Alger pendant huit saisons. Il termine sa carrière à l'USM Annaba, où il reste cinq saisons.
Il remporte avec l'USMA, une Coupe d'Algérie. Il se classe par ailleurs quatrième du championnat d'Algérie lors de la saison 1975-1976 avec cette équipe, ce qui constitue son meilleur résultat.

## Palmarès

### En club
- Vainqueur de la Coupe d'Algérie en 1981 avec l'USM Alger
- Finaliste de la Coupe d'Algérie en 1978 et 1980 avec l'USM Alger
- Finaliste de la Supercoupe d'Algérie en 1981 avec l'USM Alger

### En sélection
- Vainqueur de la médaille d'or lors des Jeux méditerranéens de 1975 à Alger